# 境町村
境町村（さかいまちむら）は秋田県平鹿郡にあった村。現在の横手市中心部の北西、横手川左岸にあたる。

## 地理
- 河川：横手川、大戸川

## 歴史
町村制により境町村が発足した際、旧村名の上境・下境の「境」と上八丁・下八丁の「丁」をとり「境丁村」となる予定であったが、県庁へ報告する際に誤って「丁」を「町」と表記してしまったため、最終的に「境町村」として発足することになったという経緯がある。
- 1889年（明治22年）4月1日 - 町村制の施行により、上境村、下境村、上八丁村、下八丁村の区域をもって発足。
- 1955年（昭和30年）4月1日 - 横手市に編入。同日境町村廃止。